# Johann Pehm
Johann Pehm (* 9. August 1898 in Neudörfl; † 3. Juli 1961 ebenda) war ein österreichischer Schmiedemeister und Politiker (ÖVP). Pehm war verheiratet, Mitglied des Bundesrates und Abgeordneter zum Burgenländischen Landtag.
Pehm wurde als Sohn des Schmiedemeisters Johann Pehm aus Neudörfl geboren und besuchte nach der Volksschule die Handels- und Gewerbeschule. Er war in der Folge als Schmiedemeister tätig und machte sich 1929 selbständig. Er war zudem vor 1938 sowie zwischen 1947 und 1960 Landesinnungsmeister der Schmiede sowie zwischen 1950 und 1955 Innungsmeister-Stellvertreter der Bundesinnung der Schmiede. 
Pehm engagierte sich in der Christlichsozialen Partei und vertrat diese zwischen dem 23. Juni 1932 und dem 31. Oktober 1934 im Landtag, nachdem er für Anton Schreiner nachgerückt war. Während des Austrofaschismus war Pehm von 1934 bis 1938 Bürgermeister von Neudörfl und wurde nach dem „Anschluss“ von den Nationalsozialisten abgesetzt. Er wechselte nach dem Ende des Zweiten Weltkriegs zur neugegründeten ÖVP und war vom 3. Mai 1947 bis zum 8. November 1949 Mitglied des Bundesrates. Pehm war zudem von 1947 bis 1955 Obmann der Sektion Gewerbe in der Burgenländischen Handelskammer. 